# Центральний цвинтар (Чернівці)
Центральний цвинтар Чернівців — основний та найбільший діючий цвинтар у місті Чернівці. Цвинтар перебуває у підпорядкуванні Міського комунального підприємства «Спецкомбінат».

## Розташування
Центральне цвинтар міста Чернівці розташовано на перехресті вул. Південно-Кільцевої та вул. Героїв Майдану (юридична адреса вул. Героїв Майдану,159а), поблизу «Жовтневого парку» та межує з землями с. Годилів Сторожинецького району Чернівецької обл. На території встановлено меморіал — «Стіна пам'яті жертв катастрофи на Чорнобильській АЕС», діє «Дім скорботи», де рідні можуть попрощатись та провести в останню путь близьку людину.

## Відомі поховання
На «Алеї почесних поховань» знаходяться поховання містян, діячів культури та мистецтв та інших особистостей краю, загиблих учасників АТО.
- Яремчук Назарій Назарович — український естрадний співак (тенор). Народний артист УРСР (1987).
- Андрієвич Маргарита Андріївна (26 вересня 1912 — 25 липня 1992) — акторка, драматург. Член Спілки письменників України (1962) та Спілки театральних діячів України (1955).
- Аксенин Василь Степанович — громадський активіст, учасник Євромайдану, один із Героїв Небесної сотні. Герой України. Помер у лікарні від ран, отриманих від куль снайпера.
- Сокирко Володимир Костянтинович — актор, Народний артист УРСР (1946).
- Таль Сіді Львівна — українська (єврейка за походженням) співачка та акторка травестійного жанру.
- Лесин Василь Максимович — український літературознавець, критик, педагог. Член СПУ (1957). Доктор філологічних наук, професор (1968). Заслужений працівник культури України (1972). Лауреат літературної премії ім. Дмитра Загула (1991, посмертно).
- Іон Кілару (15 лютого 1937 — 3 червня 1994) — український поет і перекладач румунського походження, член Спілки письменників України.
- Лелек Василь Степанович — поет, художник. Член СХУ. Лауреат літературної премії ім. Дмитра Загула.
- Литвинчук Анатолій Григорович — український режисер. Народний артист України.
- Палагута Микола Семенович — український російськомовний поет. Член Національної спілки письменників України з 1973 р.
- Снігур Іван Назарович (2016) — етнограф, фольклорист, краєзнавець, різьбяр, писанкар, майстер лозоплетіння, письменник, мистецтвознавець, художник-прикладник, Заслужений майстер народної творчості України,

## Світлини

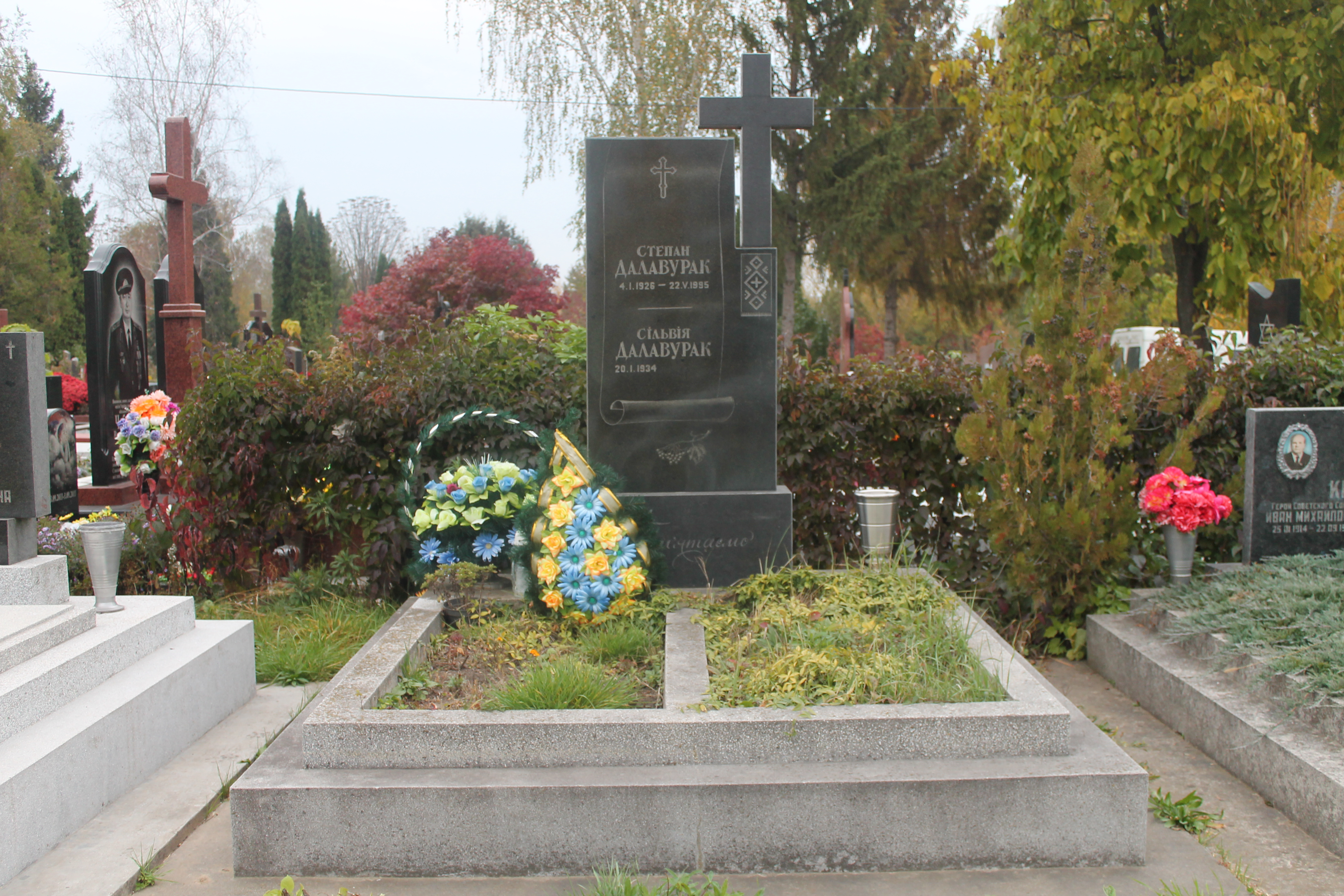
Могила літературознавця Далаварука С.В.
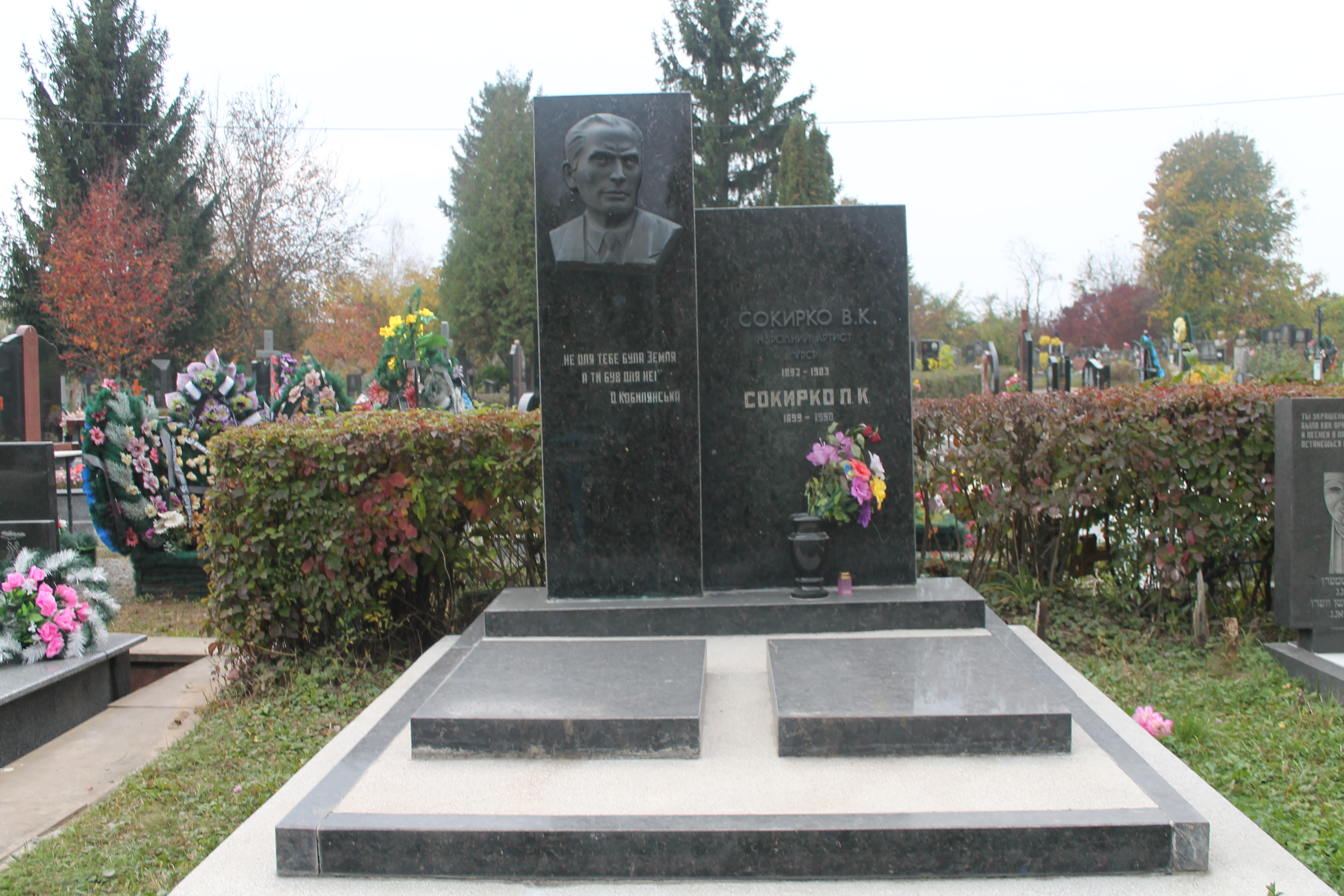
Могила Сокирка
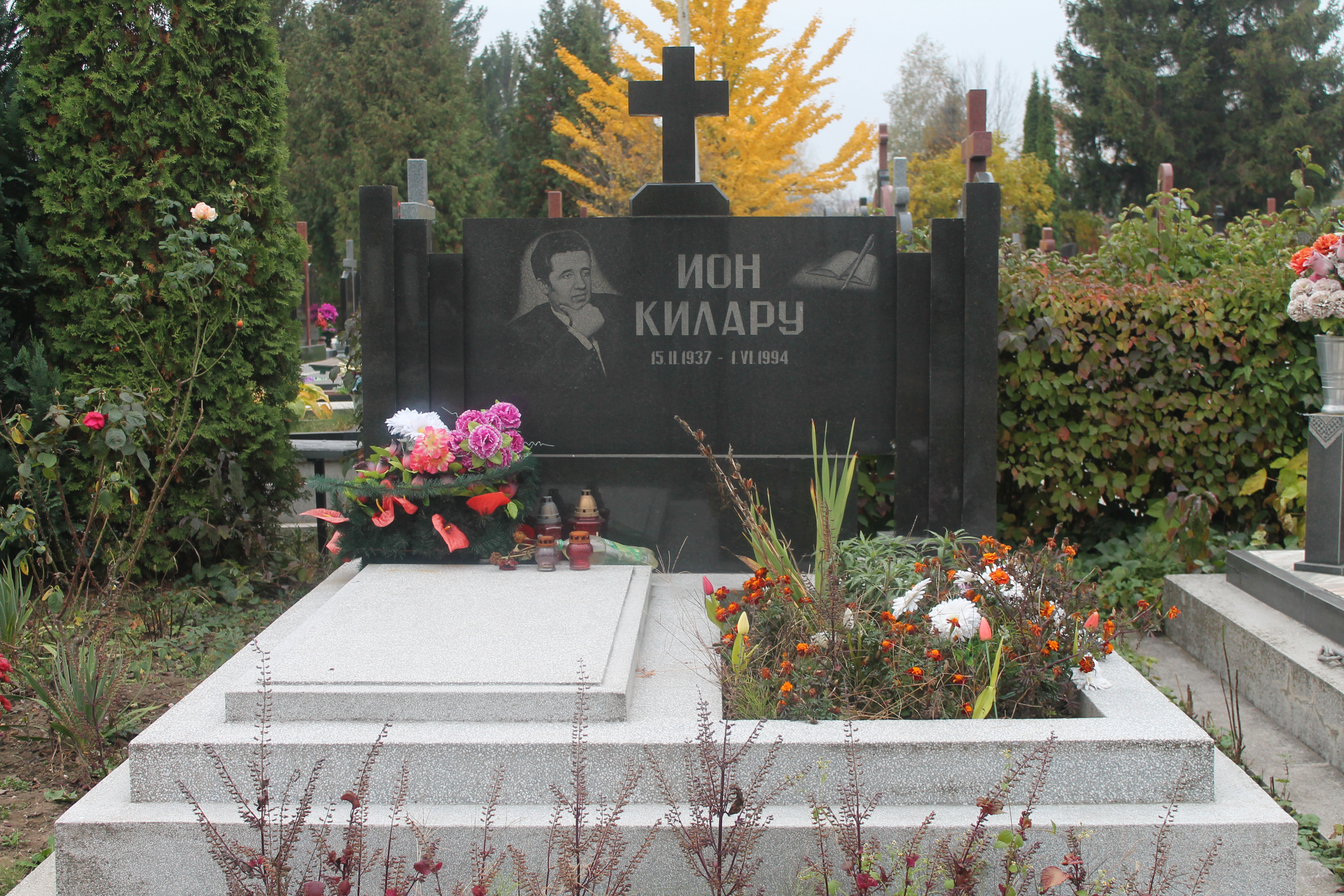
Могила Кілару Іона
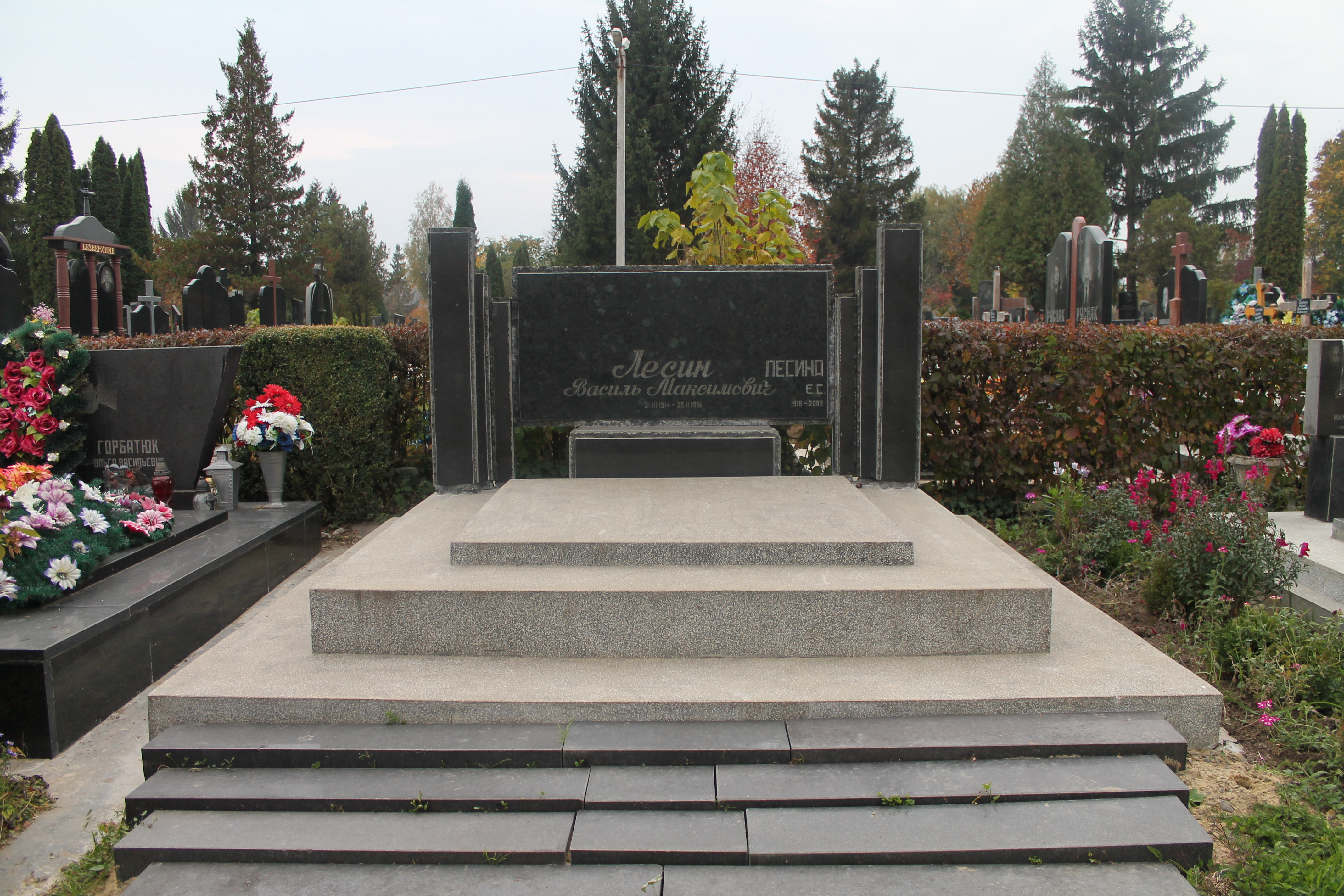
Могила Лесин Василь Максимович
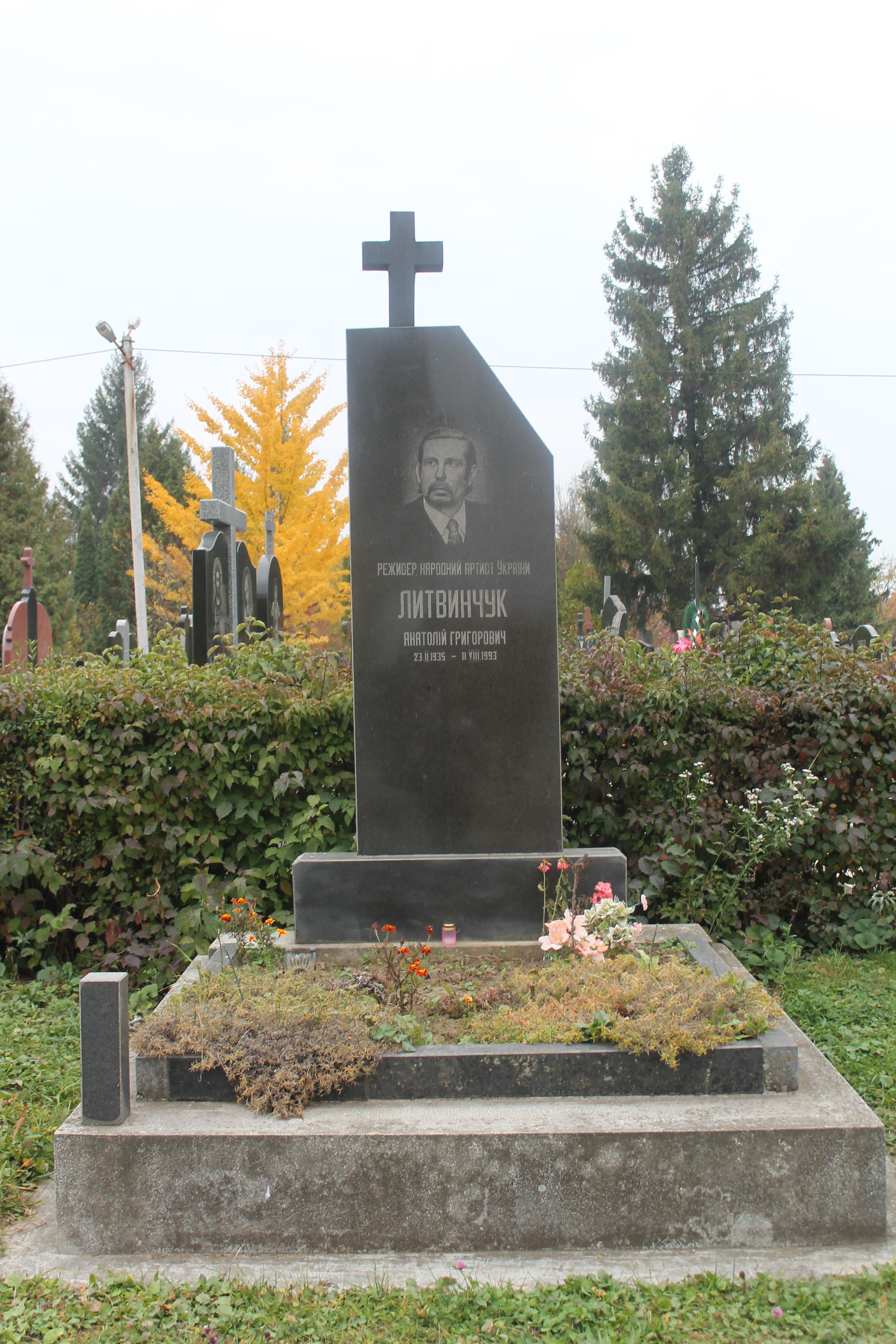
Могила Литвинчука
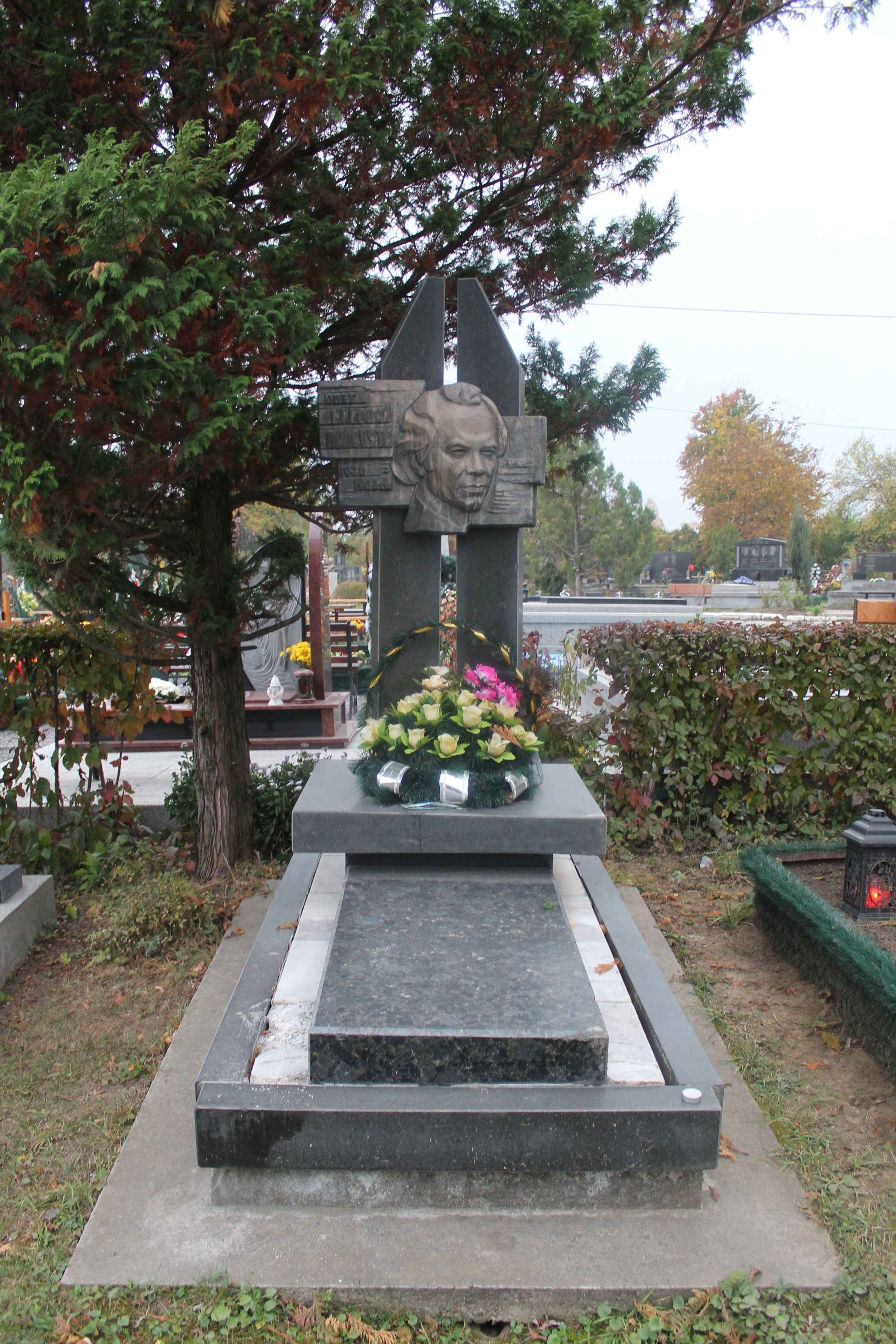
Могила Палагути
Могила Сіді Таль